# Blau-Weiß 1890 Berlín
El SpVgg Blau-Weiß 1890 Berlín fue un equipo de fútbol de Alemania que alguna vez jugó en la Bundesliga de Alemania, primera división de fútbol en el país.

## Historia
Fue fundado en el año 1890 en el distrito de Mariendorf en la ciudad de Berlín y es el equipo predecesor del Vorwarts y el Union, ambos equipos fundadores de la Federación Alemana de Fútbol en 1900 en la ciudad de Leipzig. Vorwarts ganó tres títulos locales, mientras que el Union ganó uno en el año 1905.
En 1927 ambos clubes se fusionan y descienden a la segunda categoría regional, y en 1928 nace el Arminia Berlin, quien militó en la Oberliga Berlín-Brandeburgo en 1931, y ahí permaneció por dos años hasta que el fútbol alemán fue reorganizado en 1933 a causa del Tercer Reich y pasó a jugar en la Gauliga Berlin-Brandenburg.

### Segunda Guerra Mundialy periodo de posguerra
El Blau-Weiss Berlin desciende de la Oberliga en 1937, aunque retorna a la máxima categoría un año después, y ganó su segundo título regional en 1942 y acabó en tercer lugar a nivel nacional.
Al terminar la Segunda Guerra Mundial, las fuerzas aliadas desaparecieron todas las instituciones existentes en Alemania para eliminar cualquier rastro del régimen nazi, y esto incluía a los equipos deportivos, por lo que el club fue refundado como SG Mariendorf, el cual se dividió en tres clubes: SpVgg Blau-Weiß 1890 Berlin (restablecido en 1949), SC Krampe Berlin y SC Mariendorf.
El SG Mariendorf jugó en la primera división de 1946 a 1948 luego de descender de categoría, pero retornaría a la máxima categoría en 1950 a la Oberliga Berlin, manteniéndose en los lugares intermedios de la liga hasta volver a descender en 1960, pero al cabo de tres temporadas en la Amateurliga Berlin, son elegibles para jugar en la recién creada Regionalliga Berlin en 1963.
En 1973 el SpVgg Blau-Weiß 1890 Berlin gana el título de la Regionalliga Berlin y pasaría a jugar en la Bundesliga de Alemania por primera vez en su historia, pero pierde en la fase de playoff de ascenso, pero por la reorganización que hubo en el fútbol alemán entre 1973 y 1974 con el nacimiento de la 2. Bundesliga, el club termina jugando en la Amateurliga Berlin.

### De la Bundesliga a la Bancarrota
Desde 1978 el club pasó jugando entre la tercera y la cuarta categoría en Alemania, pero en 1984 retorna a la Oberliga Berlin y consigue jugar el playoff de ascenso a la 2. Bundesliga, y dos temporadas después logra el ascenso a la Bundesliga de Alemania por primera vez en su historia. La historia del club en la máxima categoría fue demasiado corta, ya que terminaron en último lugar de la liga, en la cual ganaron solo tres partidos y terminaron en último lugar, y mientras jugaba en la 2. Bundesliga en 1992 se declara en bancarrota y desaparece.

### SV Blau Weiss Berlin
El día siguiente que el SpVgg Blau-Weiß 1890 Berlin desaparece, nace el Blau-Weiß 90 Berlin (1992), equipo sucesor al cuadro desaparecido que inició en las ligas regionales en Berlín.

## Palmarés
- Gauliga Berlin-Brandenburg: 2

1939, 1942
- Amateurliga Berlin (II): 1

1963
- Oberliga Berlin (III): 1

1984

## Jugadores

### Jugadores destacados
| - Ernst Lehner - Karl-Heinz Riedle (1986–1987) | - René Vandereycken (1986–1987) - Selçuk Yula (1986–1987) | - Rainer Rauffmann (1991–1992) - Albert Weber |